# 香良洲町

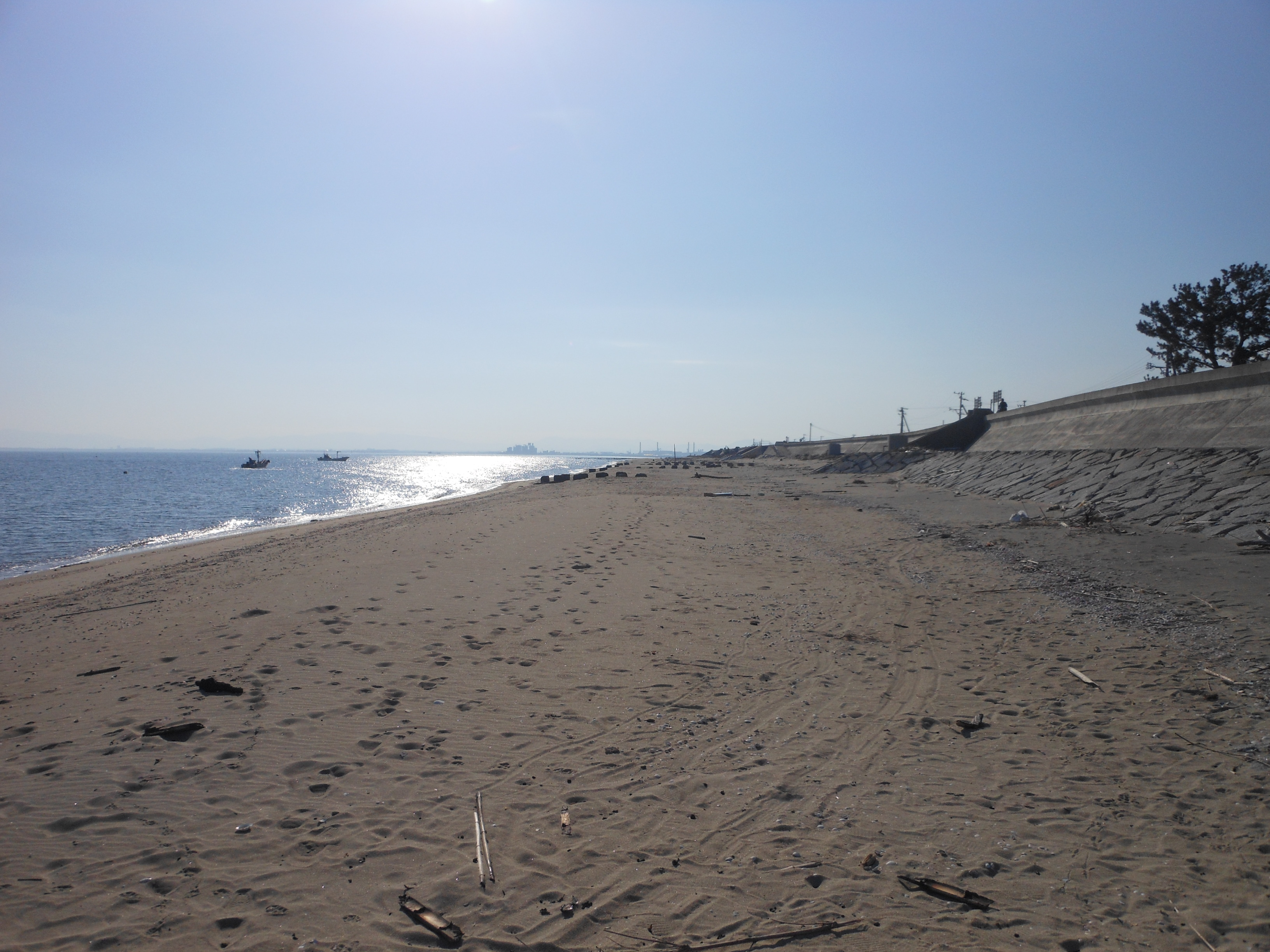
香良洲浦

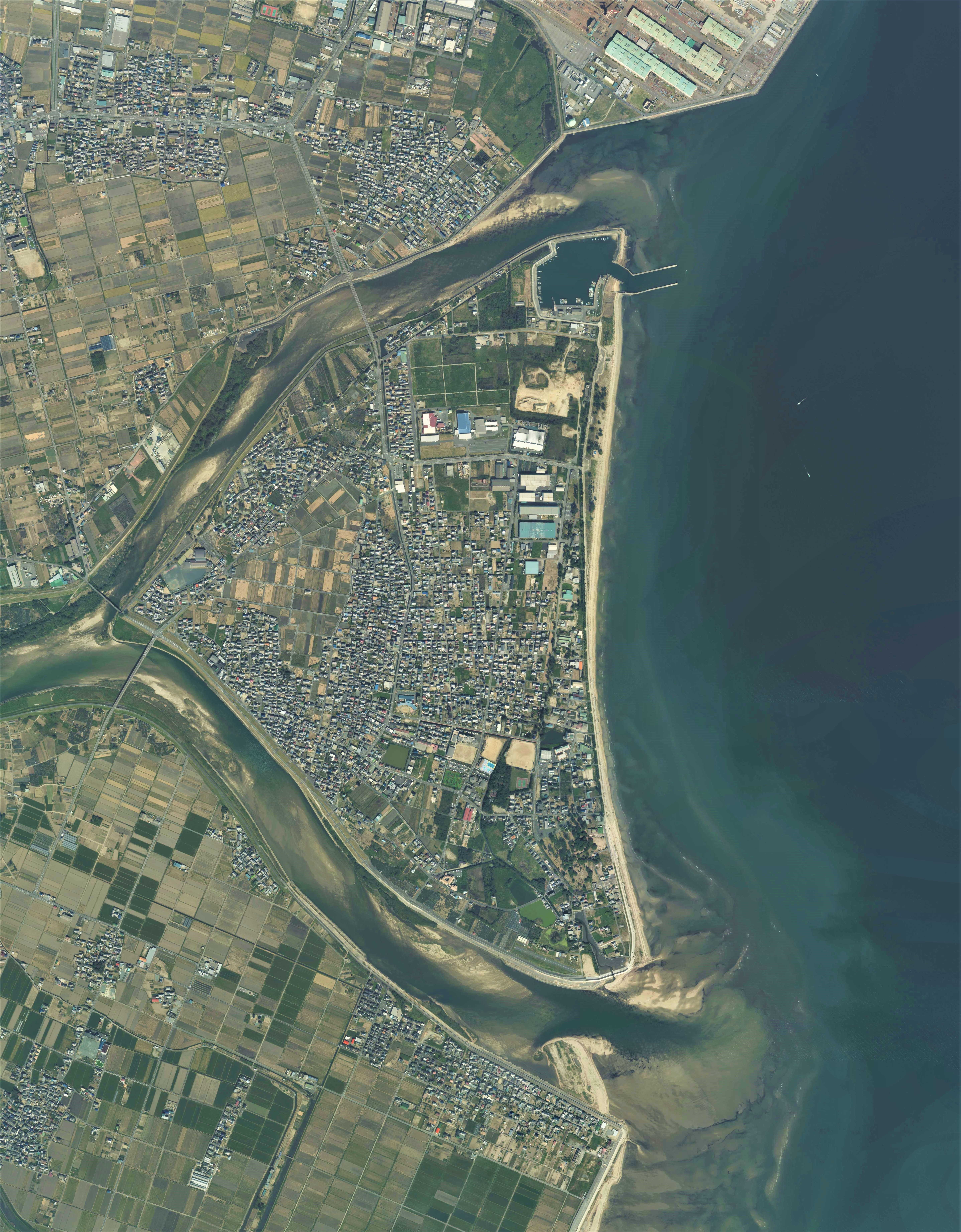
香良洲町の空中写真。2011年撮影の16枚を合成作成。
。

香良洲町（からすちょう）は、三重県津市の町名。2006年1月1日に旧・津市など10市町村で合併するまでは、一志郡香良洲町であった。郵便番号は514-03xxで、xxの部分は香良洲町内の通称地名ごとに設定されている。
米や梨を栽培する農業や沿岸漁業や海苔の養殖が主体の水産業を主業とする。

## 地理
津市の南東部に位置する。香良洲町全域が雲出川と伊勢湾に面した三角州（デルタ地帯）である。雲出川古川が北側を、雲出川が南側を流れ、東側は伊勢湾に面する。室町時代後期に発生した明応地震によって雲出川の本流が現流路に変わったと口伝がある。町域は平坦で、最高点でも3.9mであり、海抜0mを下回る地域も存在する。東西1.85 km、南北2.72 km。津市街地から約10kmであり、郊外通勤農村となっている。集落や畑は自然堤防上に立地し、特に集落は町の西側に比較的集中している。
伊勢湾岸は伊勢の海県立自然公園に指定されており、潮干狩りや海水浴で賑わう。湾岸は香良洲浦（一志浦・矢野浦とも）と呼ばれるが、1961年（昭和36年）の防潮堤の建設によりかつての白砂青松の景観は失われた。
北は津市雲出鋼管町、西は津市雲出伊倉津町、南は松阪市小野江町・星合町・五主町と接する。旧一志郡香良洲町は、津市と松阪市（旧一志郡三雲町）と接していた。

### 通称地名
稲葉（いなば）
香良洲町北東部に位置し、三重海軍航空隊が設置されていた。跡地は宅地化し、戦後の一時期は塩田として利用された。梨栽培が盛んで、香良洲漁港が置かれている。郵便番号は514-0311。
川原（かわら）
香良洲町北部の雲出川古川沿いにあり、「北新町」と呼ばれる三重海軍航空隊の将校住宅地から一般の住宅地となった地域を含む。梨や稲の栽培が行われる。郵便番号は514-0326。
小松（こまつ）
香良洲町の中央に位置し、漁業世帯と兼業農家が多い。海苔養殖が行われている。郵便番号は514-0312。
桜町（さくらまち）
香良洲町西部に位置し、桑畑や荒れ地を開拓して造られた三重海軍航空隊下士官住宅地を起源とする。津市立香海（こうかい）中学校がある。郵便番号は514-0325。
地家（じけ）
雲出川と雲出川古川の分岐点にあり、第二次世界大戦前までは堤防沿いの桜並木は花見客で賑わった。香良洲西山遺跡や常夜灯がある。郵便番号は514-0324。
砂原（すなはら）
香良洲町中心部に位置し、漁業世帯が多い。香良洲漁協が置かれている。郵便番号は514-0321。
高砂（たかさご）
香良洲町南東部に位置し、香良洲公園や海水浴場がある。雲出川を利用して米倉や貯木場が発達し、醸造業も行われたが、現在は漁業や水産加工業が中心である。海苔とウナギの養殖、梨の栽培が行われる。郵便番号は514-0314。
馬場（ばば、地域住民の間では「ばんば」）
香良洲町南部に位置し、矢野学校（津市立香良洲小学校の前身）や劇場「香良洲座」が存在した。香良洲町の中心としての機能を有し、商店街や津市役所香良洲総合支所がある。郵便番号は514-0323。
浜浦（はまうら）
香良洲町南東部に位置し、三重海軍航空隊の飛行場用地であったが、現在は宅地化され、津市立香良洲小学校が立地する。予科練の名残として若桜の碑や津市香良洲歴史資料館（旧・若桜福祉会館）がある。郵便番号は514-0313。
東山（ひがしやま）
香良洲町中心部の南に位置し、漁業世帯が多い。海苔養殖が営まれる。郵便番号は514-0322と設定されていたが、廃止された。

### 地形・地質
地質的には香良洲町全域を第四紀沖積層の砂礫やシルトが覆っており、沿岸部ほど厚く堆積している。丘陵と呼べるものは町内になく、平坦な地形をしている。
縄文海進の頃、香良洲町域は海面下にあり、弥生時代後期には干潟であった。これ以降に香良洲町は陸化し、江戸時代になるとシルト層の堆積が起き、現代と同じ地形が形成された。

### 小・中学校の学区
市立小・中学校に通う場合、学区は以下の通りとなる。香良洲町のみを学区とする。平成の大合併で津市になるまでは、小中ともに香良洲町立であった。
| 番・番地等 | 小学校             | 中学校           |
| ---------- | ------------------ | ---------------- |
| 全域       | 津市立香良洲小学校 | 津市立香海中学校 |
| 全域       |                    |                  |

## 歴史

### 原始から中世
弥生時代の香良洲西山遺跡、古墳時代の北八反田遺跡・観音堂遺跡・高砂遺跡が見つかっている。香良洲西山遺跡からは弥生土器の破片が、高砂遺跡からは須恵器や土師器の破片が出土している。ただし、これらの出土品は磨滅しており、雲出川流域から流れ込んできたものと考えられる。磨滅していない遺物は中世のものであり、香良洲西山遺跡には12世紀中頃に人が居住し始めたと推測される。同遺跡からは溝状の遺構も見つかり、当初は水田暗渠と考えられたが、農業技術の専門家によって否定され、神社へ奉納する特別な塩を生産する塩田跡ではないかという仮説が出されている。
鎌倉時代には箱木御園（はこぎみその）と呼ばれる伊勢神宮の御園であり、『神宮雑例集』によると「二宮領」、すなわち皇大神宮（内宮）・豊受大神宮（外宮）の両宮の所領であった。箱木御園の記録には「塩三石」の字が見え、『神鳳鈔』の傍書に香良洲町の旧称である「矢野」と記されていることから、香良洲町が箱木御園に比定される。三節祭の際に、神宮へ塩を供進した。製塩は江戸時代中期まで続き、塩田は新田に変わった。
室町時代には伊勢湾を警固する港と矢野下野守の居城を擁していた。中世には長野氏が支配していたが、後に北畠氏に代わり、北畠氏の家臣である矢野下野守が城を置いていたという。城跡は小字地家垣内と推定される。北畠氏は矢野浦に何度も「新関」を設け、神宮は再三に渡って新関の廃止を訴えていた。

### 近世
江戸時代には伊勢国一志郡矢野村として津藩の配下にあった。文禄4年（1595年）から慶長13年（1608年）までは、安濃津城主の富田氏が領地としていた。村高は『文禄3年高調』では761石だったが、『天保郷帳』では1,667石に増加している。これは江戸時代を通して行われた新田開発が寄与している。村人の半数が農業に従事し、イネ・ムギのほか、菜種・藍・綿といった工芸作物、ウリやスイカといった野菜も栽培していた。
矢野の港は物資の集散地として発展し、雲出川を利用して伊賀国や大和国方面から木材・綿などを受け入れ、魚介類や生活物資を送っていた。港湾は現在の香良洲漁港の位置ではなく、地家・馬場地区と小字川口垣内の2港あった。海路では江戸や津、松坂と繋がり、紀州藩は雲出川沿いの自藩領の村々から集めた年貢米を白子港へ送るための中継地として矢野村に納屋を置いていた。漁業ではイワシの地曳網漁と貝類採取が中心で、伊勢神宮へ初穂の御贄（みにえ）として干鰯などを毎年納めた。当時の漁業従事者は村人の3割ほどであった。矢野浦は、現在はいずれも津市内となっている藤方・小森・上野・雲出・矢野の5村の漁場であり、たびたび漁場争いが繰り広げられた。それ以外の村には、6分の1の御菜を納めることで入漁を認めた。
村人の2割が商工業者で、香良洲神社の参詣者や「香良洲の千歳桜」の見物客で香良洲道は賑わった。

### 近代以降
明治時代になると矢野村は単独で村制を敷き、1929年（昭和4年）には町制施行と同時に香良洲町に改称した。津市への通勤者のための衛星都市として人口が増加し、村から町へ昇格した。この間、1900年（明治33年）にナシ栽培が始まり、1916年（大正5年）に香良洲大橋が架橋された。
1942年（昭和17年）8月1日、一般に「予科練」と呼ばれた三重海軍航空隊が稲葉に置かれた。予科練の建物群は村野藤吾が設計を行った。三重海軍航空隊は香良洲町の面積の3分の1を占める広大な敷地を有し、建設に際しては香良洲町沖の海底砂を入れて約2mほど嵩（かさ）を増したという。1946年（昭和21年）から兵舎が三重師範学校（後に三重大学学芸学部香良洲分校となり上浜キャンパスに統合）に転用され、1947年（昭和22年）には香良洲町立香海中学校（現在の津市立香海中学校）が開校した。香海中学校は、1962年（昭和37年）に桜町へ移転した。
戦後は教育や福祉も発展し、1977年（昭和52年）には中央公民館が建設された。香良洲町役場（現在の津市役所香良洲総合支所）は1969年（昭和44年）に新築移転した。1989年（平成元年）6月28日、岐阜県加茂郡東白川村と姉妹都市提携を結んだ。1994年（平成6年）8月、サンデルタ香良洲が完成、同年9月に館内にきらめき図書館が開館した。1997年（平成9年）に、香良洲町内初の本格的な遺跡発掘作業が香良洲西山遺跡で行われた。
2006年（平成18年）1月1日、津市など9市町村と合併し、新しい津市の一部となり、町村制施行以来の単独行政に幕を下ろした。最後の町長は鈴木一司が務めた。2012年（平成24年）4月17日、三重海軍航空隊をはじめとして戦争と平和について展示する、津市香良洲歴史資料館が改修工事を終えて再開館した。

### 沿革
- 1889年（明治22年）4月1日 - 町村制の施行により、一志郡矢野村となる。大字は編成せず。
- 1929年（昭和4年）7月1日 - 町制を施行、同時に改称し一志郡香良洲町となる。大字は編成せず。
- 2006年（平成18年）1月1日 - 平成の大合併により、津市香良洲町となる。

### 町名の由来
矢野村が町制を施行するにあたって、香良洲神社にちなんで改名した。「香良洲」の名の由来には以下のような説がある。
1. 大伴文守が征夷大将軍として東北地方を平定する途上で台風に遭い、土地の役人の娘である香良媛が舞楽で大伴を慰め、大伴は鏑矢を立てて香良媛との再会を約束した[38]。以後、その地を「矢野香良洲」と呼ぶようになったとされる（矢野村の名の由来でもある）[38]。
2. 海を航行する船が岩石を避け、順風を願ってこの地を渡ったことから辛洲（からす）となった[38]。
3. 鳥類のカラスの住まう地であることにちなむ[38]。
4. イネを刈り取って枯らす（乾かす）ことから[39]。
5. 香良洲神社の祭神・稚日女命にちなむ[39]。または伊勢市倭町の常明寺境内で加利屋須岐を祀ること、または香良洲神社境内の小香良洲社で可良須女命を祀ることから[39]。

道路看板では過去に香良洲町の「洲」が「州」と書かれ、未だに書き直しされた形跡のあるものが残っている。

## 経済

### 漁業

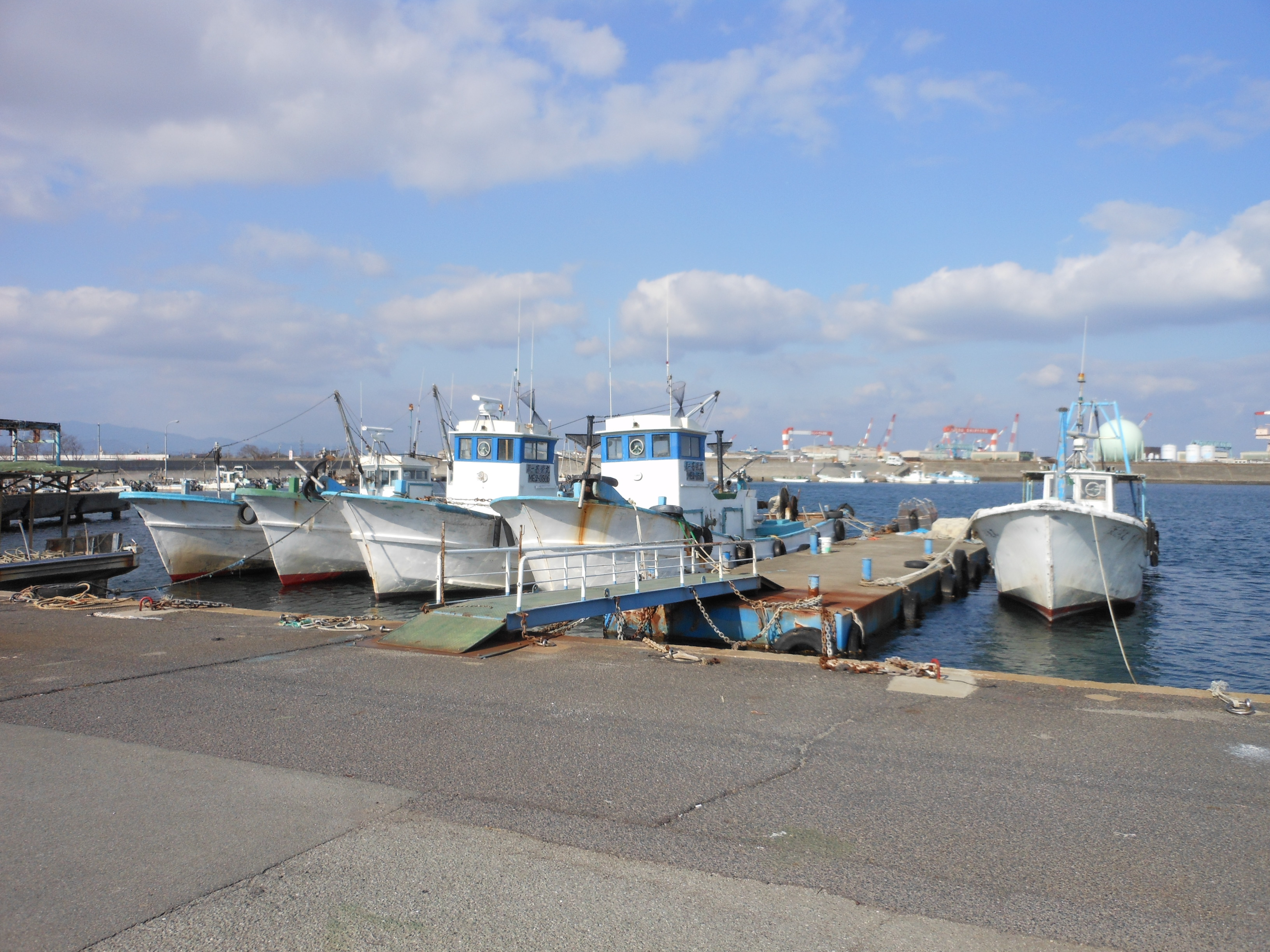
香良洲漁港

1903年（明治36年）に香良洲漁業組合を結成し、海産物製造組合も発足するなど、漁業は盛んであり、津市沖から度会郡北浜村村松（現在の伊勢市村松町）沖に至る広大な漁業権を確保していた。大正期までは地曳網が中心であったが、動力船導入が進むと底曳網漁が盛んになった。地曳網は1927年（昭和2年）頃になくなり、1938年（昭和8年）には当時の漁業組合理事長が主導して海苔の養殖を始めた。
1975年（昭和50年）の漁家数は385戸で、農家数を上回っていた。カレイ・サバ・ヒラメ・マアジ・貝類の漁獲が多く、イカナゴ・エビ・カタクチイワシの漁獲高は1965年（昭和40年）を頂点として減少している。
沿岸漁業と養殖業に特色がある。ウナギの養殖も行われる。水産加工業では、煮干や干貝を生産する。漁獲物は主に関西方面へ出荷される。
香良洲漁港は、1953年（昭和28年）3月5日に香良洲浦中央部を港湾として指定されたが、その後海軍が軍港として整備しようとしていた北東部に港湾区域を変更し、施設を整えてきた。津市が管理する第1種漁港で、2009年（平成21年）統計では属地・属人漁獲高とも508.0t、陸揚金額は2億3300万円である。

### 農業

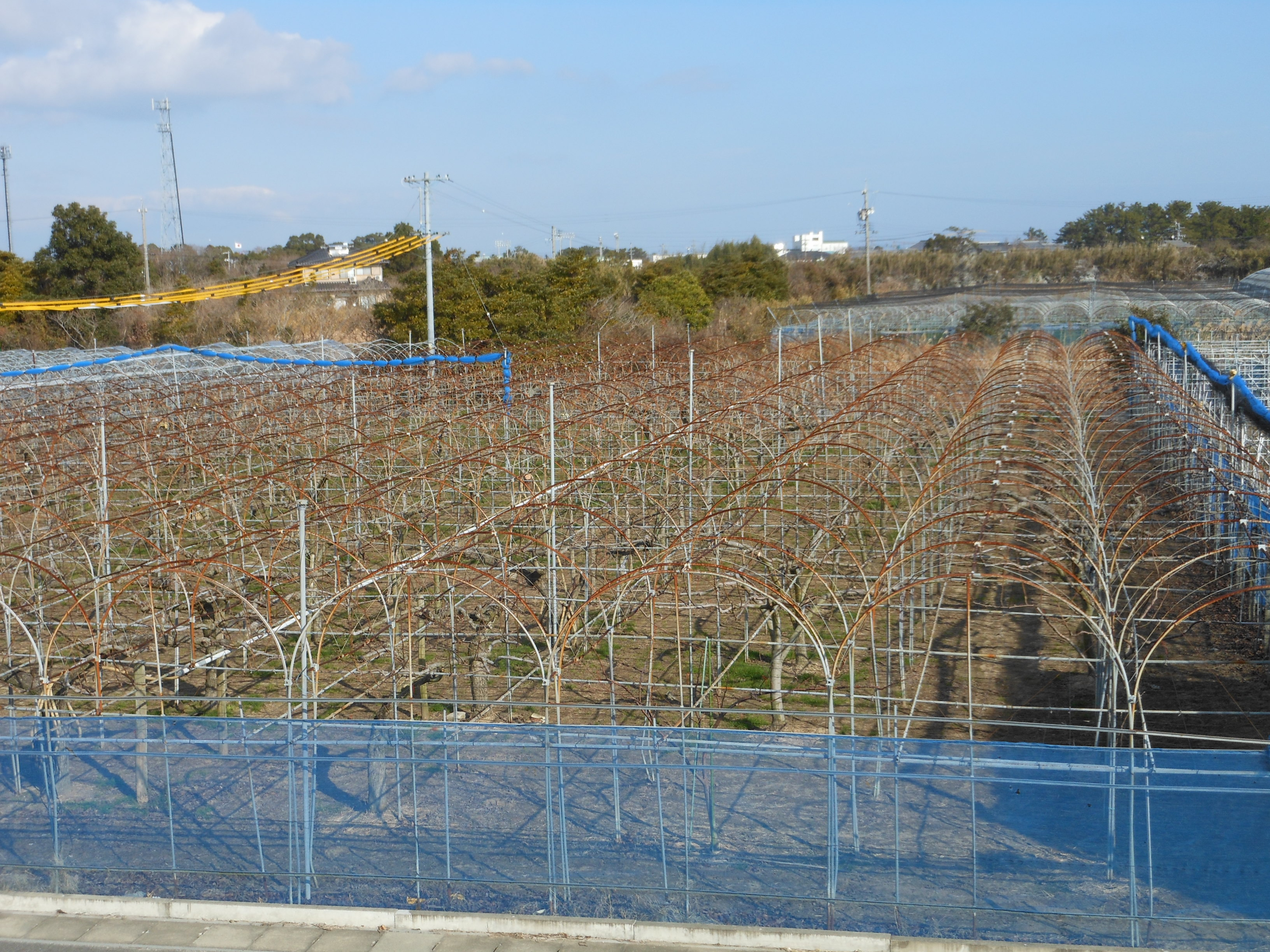
香良洲町の梨園

農業では、砂地を生かした梨栽培や蔬菜園芸農業が盛んである。梨栽培は1900年（明治33年）に導入され、以後普及し、1970年代には自他ともに認める県内一の梨産地であった。戦前には養蚕が盛んで養蚕実行組合が存在した。低湿なため、水田には砂土を入れて土地を高くしている。

#### 香良洲梨
特産の香良洲梨の品種は幸水である。2008年（平成20年）現在、三重県内で第3位の梨生産地を形成する。「香良洲梨部会」が生産農家によって結成され、2008年（平成20年）現在で40名が加入し、約18 haの梨園を営む。梨園は雲出川の堤防に沿った砂質土壌に広がる。
香良洲町の梨栽培は、1900年（明治33年）に当地の大地主が40 aの山林を開墾して栽培を始めたことを契機とする。1905年（明治38年）には生産者15人で生産組合を結成した。しかし、第二次世界大戦前までは組合員数20人程度、栽培面積8 haの状態が続き、本格的に梨栽培を活発化したのは戦後のことである。梨栽培が発展したのは、先覚者の技術指導に負うところが大きく、1970年代には組合員数86人、栽培面積30 haまで拡大した。
1975年（昭和50年）に川原地区でチオファネート耐性ナシ黒星病菌の出現によって壊滅的な被害を受けた。一方、同じ香良洲町内でも馬場地区では被害を免れた。こうした課題は乗り越えたものの、農家の高齢化が進み産地の維持が厳しくなってきたことから、2005年（平成17年）に「かがやきプロジェクト」が発足、後継者問題や販路拡大などについて検討している。そこで後継者候補として、香良洲小学校の児童らに収穫体験や香良洲梨の歴史や生産方法などの学習を提供している。香良洲小の体験学習により、小学生が香良洲梨をPRする看板を町内に設置して知名度向上が図られ、農家と児童の交流も行われるようになった。2007年（平成19年）には梨栽培から退いた梨部会員から梨園3 aを借り受けて「香良洲小学校体験学習園」とした。こうした一連の取り組みはテレビや新聞で報じられ、香良洲梨の認知度が高まった。

### 第二・第三次産業

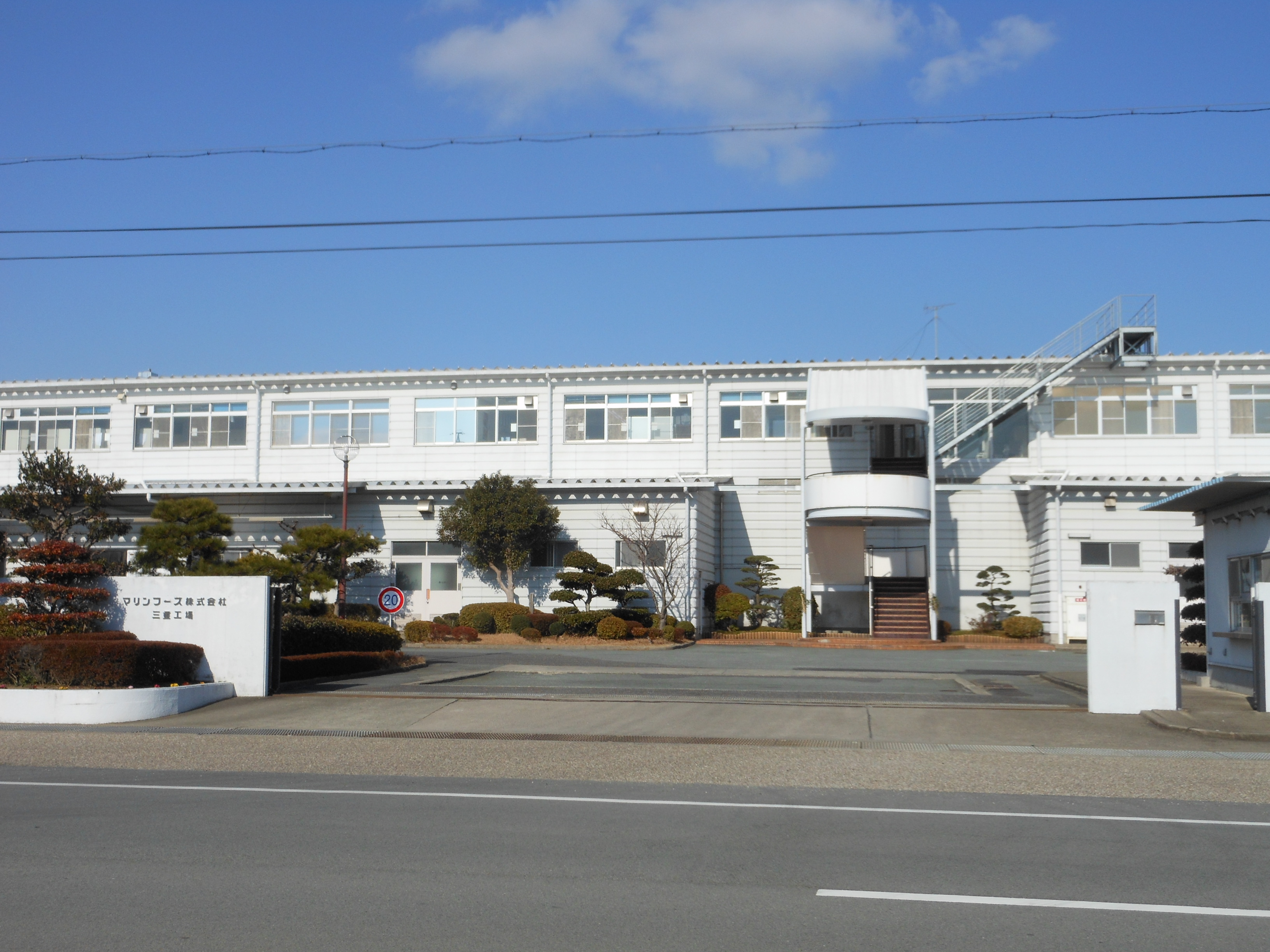
マリンフーズ三重工場

香良洲町では水産加工業が工業の中心にあったため、水産加工業の縮小により、戦後は一貫して工業生産は減少していた。しかし1965年（昭和40年）3月に、中勢から南勢にかけての沿岸部を北勢に次ぐ県下第二の工業地帯とする『地域別総合開発構想』を三重県が発表し、1968年（昭和43年）には日本石油（日石）が香良洲町への進出を表明した。日石は石油精製工場や研究所の建設のために埋め立てを行う予定であったが、住民の反対により計画は取りやめとなった。その後三重県は1973年（昭和48年）に香良洲町を農村工業導入促進地域に指定、1986年（昭和61年）にマリンフーズが、翌1987年（昭和62年）にはフタバ食品の誘致に成功し、三重県初の食品工業団地が形成された。
商業は津と松阪の2大商業地に挟まれ、町内の商業活動は需要補助的なものである。町民による特徴的な商業活動として行商が挙げられ、朝に獲ったカレイなどの魚や水産加工品を自転車や自動車、鉄道（近畿日本鉄道の鮮魚列車）を利用して県内では津市街や津市旧一志郡地域、松阪市旧飯南郡地域へ、県外では大阪市まで行商に出かける。観光業は香良洲浦での夏季のレジャーが中心で、伊勢の海県立自然公園指定以降、本格的になった。1990年（平成2年）の観光客数は11,600人で、うち県外客が70.7%、宿泊客が12.6%であった。

## 災害
香良洲町では多くの災害を経験し、特に四方を水に囲まれているため、水害に何度も遭っている。記録に残るだけでも、享保7年8月（グレゴリオ暦：1722年9月）の雲出川大洪水、宝暦2年（1752年）の洪水高潮、天明4年4月（グレゴリオ暦：1784年5月）の飢饉、天明6年（1786年）の火災・干害・洪水、寛政2年8月（グレゴリオ暦：1790年9月）の大洪水、明治3年9月18日（グレゴリオ暦：1870年10月12日）の大洪水、1953年（昭和28年）9月25日の台風13号による冠水、1959年（昭和34年）9月26日の伊勢湾台風による浸水が挙げられる。特に昭和期の2回の台風被害を契機として、防潮堤が建設されることになった。

## 世帯数と人口
2019年（令和元年）6月30日現在の世帯数と人口は以下の通りである。
| 町丁     | 世帯数    | 人口    |
| -------- | --------- | ------- |
| 香良洲町 | 1,972世帯 | 4,573人 |

### 人口の変遷
1668年以降の人口の推移。なお、2010年以前は津市に合併前の推移。また、1995年以降は国勢調査による人口の推移。
| 1668年（寛文8年）           | 1,225人 | [ 25 ]     |  |
| 1748年 - 1750年（寛延年間） | 1,663人 | [ 28 ]     |  |
| 1872年（明治5年）           | 2,279人 | [ 25 ]     |  |
| 1940年（昭和15年）          | 4,111人 | [ 2 ]      |  |
| 1968年（昭和43年）          | 5,521人 | [ 2 ]      |  |
| 1995年（平成7年）           | 5,448人 | [ WEB 10 ] |  |
| 2000年（平成12年）          | 5,300人 | [ WEB 11 ] |  |
| 2005年（平成17年）          | 5,174人 | [ WEB 12 ] |  |
| 2010年（平成22年）          | 4,938人 | [ WEB 13 ] |  |
| 2015年（平成27年）          | 4,584人 | [ WEB 14 ] |  |

### 世帯数の変遷
1748年以降の世帯数の推移。なお、2010年以前は津市に合併前の推移。また、1995年以降は国勢調査による世帯数の推移。
| 1668年（寛文8年）           | 201戸     | [ 25 ]     |  |
| 1748年 - 1750年（寛延年間） | 372戸     | [ 28 ]     |  |
| 1872年（明治5年）           | 432戸     | [ 25 ]     |  |
| 1940年（昭和15年）          | 760世帯   | [ 2 ]      |  |
| 1968年（昭和43年）          | 1,258世帯 | [ 2 ]      |  |
| 1995年（平成7年）           | 1,577世帯 | [ WEB 10 ] |  |
| 2000年（平成12年）          | 1,722世帯 | [ WEB 11 ] |  |
| 2005年（平成17年）          | 1,734世帯 | [ WEB 12 ] |  |
| 2010年（平成22年）          | 1,693世帯 | [ WEB 13 ] |  |
| 2015年（平成27年）          | 1,670世帯 | [ WEB 14 ] |  |

## 交通

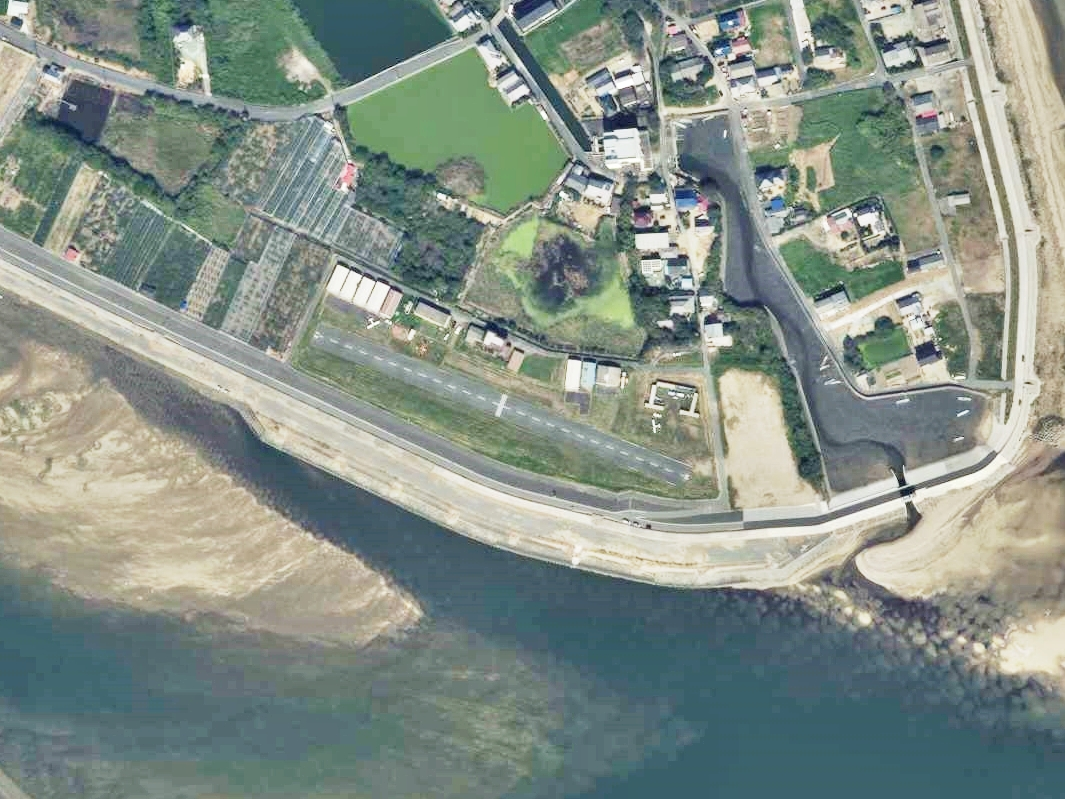
香良洲飛行場の空中写真（2011年）
別名：リューズスカイパーク
使用機は4人乗り程度の小型機に限定される

### 鉄道
町内に鉄道は通っていない。最寄駅はJR紀勢本線高茶屋駅。
なお、1961年に廃線となった近鉄伊勢線に香良洲駅があったが、この駅は津市に所在した。

### 路線バス
- 三重交通中勢営業所
  - 21系統 久居駅東口
  - 21・32系統 香良洲公園
  - 32系統 イオン津
  - 32系統 津駅

### 道路
一般国道と主要地方道はない。
三重県道（一般県道）
- 575号香良洲公園島貫線（香良洲橋）
- 698号津三雲線（香良洲大橋）
- 754号津香良洲線（津香良洲大橋）

### 場外離着陸場
- 香良洲飛行場（別名・リュウズスカイパーク） - 規模的に商用運航はできず4人乗り小型機や、ライトプレーンに限定されるレジャー用の飛行場

## 施設
- 津市役所香良洲総合支所
- 津市立香良洲保育園
- 津市立香良洲幼稚園
- 津市立香良洲小学校
- 津市立香海中学校
- 津南警察署香良洲駐在所
- 津市消防本部中消防署香良洲分遣所

- 百五銀行香良洲支店
- みえなか農業協同組合香良洲支店
- 香良洲漁業協同協同組合
- 津市商工会香良洲支所
- 香良洲郵便局
- 津市サンデルタ香良洲
  - 津市図書館きらめき図書館

- 津市香良洲体育館
- 津市香良洲グラウンド
- 香良洲海水浴場
- 香良洲公園
- マリンフーズ株式会社三重工場
- フタバ食品株式会社関西工場
- 三重鋼業株式会社本社・香良洲製作所

### 史跡
- 香良洲神社

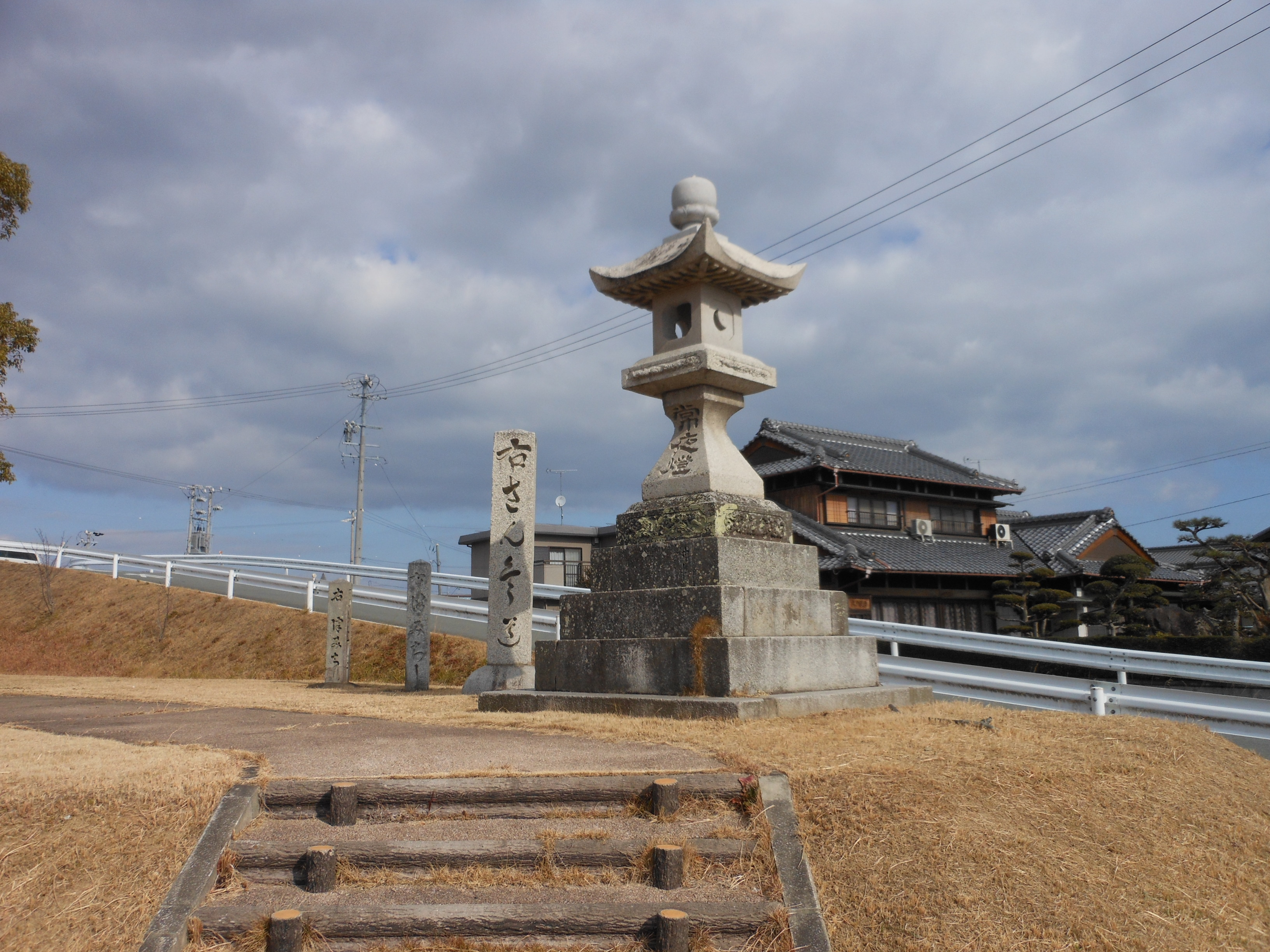
常夜灯

- 西方寺 - 小字地家垣内にある、真宗高田派専修寺の末寺[25]。本尊は阿弥陀如来立像で、天台宗念仏寺として建立された後、天上18年（1590年）に真宗寺院となった[25]。
- 浄現寺 - 小字小松垣内にある、真宗高田派専修寺の末寺[25]。西方寺同様、元は天台宗であったが、永正8年（1511年）に真宗に改宗した[25]。

## 香良洲町を舞台とする作品
『片隅乙女ワンスモア』（幻冬舎）
伊藤正臣の漫画。作中では「竜宮町」となっており、香良洲神社や香良洲郵便局をはじめ、香良洲町内の風景が忠実に描かれている。1巻の巻末に香良洲町に酷似した「竜宮町案内図」があり、著者がtwitterで香良洲町を聖地巡礼した人のブログを引用して「自分が撮ってきた写真かと思った」とつぶやいており、香良洲町が舞台であることを認めている。

## 出身者
- 松本恒之助 - 衆議院議員。
- 高山成雄 - 伯東創業者。香良洲町名誉町民。

### WEB
1. ↑  “三重県津市の町丁・字一覧”.   人口統計ラボ. 2019年8月15日閲覧。
2. 1 2  “人口（男女別）・世帯数 - 住民基本台帳世帯数および人口 （各月末現在）”.   津市 (2019年7月31日). 2019年8月15日閲覧。
3. ↑  “市外局番の一覧”.   総務省. 2019年6月24日閲覧。
4. ↑  “住所コード検索”. 自動車登録関係コード検索システム.  国土交通省. 2017年1月31日時点のオリジナルよりアーカイブ。2017年1月31日閲覧。
5. ↑  変更郵便番号"三重県 一志郡香良洲町の郵便番号変更・住所変更"（2012年11月7日閲覧。）
6. ↑  “津市学区一覧表”.   津市. 2019年8月17日閲覧。
7. ↑  “津市学区一覧表”.   津市教育委員会事務局. 2017年2月5日閲覧。
8. ↑  “津市ホームページ - 生涯学習課-津市香良洲歴史資料館”.   津市教育委員会事務局生涯学習課. 2012年11月7日時点のオリジナルよりアーカイブ。2012年11月8日閲覧。
9. 1 2  三重県農林水産部水産基盤整備課"三重県農林水産部水産基盤整備課/香良洲漁港"<ウェブ魚拓>（2013年1月20日閲覧。）
10. 1 2  “平成7年国勢調査の調査結果(e-Stat)- 男女別人口及び世帯数 －町丁・字等”.   総務省統計局 (2014年3月28日). 2019年8月16日閲覧。
11. 1 2  “平成12年国勢調査の調査結果(e-Stat)- 男女別人口及び世帯数 －町丁・字等”.   総務省統計局 (2014年5月30日). 2019年8月16日閲覧。
12. 1 2  “平成17年国勢調査の調査結果(e-Stat)- 男女別人口及び世帯数 －町丁・字等”.   総務省統計局 (2014年6月27日). 2019年8月16日閲覧。
13. 1 2  “平成22年国勢調査の調査結果(e-Stat)- 男女別人口及び世帯数 －町丁・字等”.   総務省統計局 (2012年1月20日). 2019年8月16日閲覧。
14. 1 2  “平成27年国勢調査の調査結果(e-Stat)- 男女別人口及び世帯数 －町丁・字等”.   総務省統計局 (2017年1月27日). 2019年8月16日閲覧。
15. ↑  地価公示・地価調査マップ"三重県 津市香良洲町字西ノ宮25番12 | 地価公示価格 平成24年"<ウェブ魚拓>（2012年12月24日閲覧。）
16. ↑  Minky (2015年2月14日). “片隅少女ワンスモア@三重県津市香良洲町”. 人は島嶼にあらず. 2017年1月31日閲覧。
17. ↑  “片隅乙女ワンスモア 聖地情報”. アニメツーリズム. 2017年1月31日時点のオリジナルよりアーカイブ。2017年1月31日閲覧。
18. ↑  伊藤正臣 (2015年2月19日). “す…すごい…;”. twitter. 2017年1月31日閲覧。

### 文献
1. ↑  三重県観光連盟 監修 (1989)：128ページ
2. 1 2 3 4 5 6 7  「角川日本地名大辞典」編纂委員会 1983, p. 359.
3. 1 2 3  三重県埋蔵文化財センター 編 (1998)：4ページ
4. 1 2 3 4 5 6  「角川日本地名大辞典」編纂委員会 1983, p. 1358.
5. 1 2 3 4 5  平凡社地方資料センター 1983, p. 427.
6. ↑  香良洲町教育委員会 編 (1993)：3ページ
7. 1 2  三重県埋蔵文化財センター 編 (1999)：7ページ
8. 1 2 3 4 5  「角川日本地名大辞典」編纂委員会 1983, p. 185.
9. 1 2 3 4 5 6 7 8 9 10  「角川日本地名大辞典」編纂委員会 1983, p. 1361.
10. ↑  「角川日本地名大辞典」編纂委員会 1983, p. 375.
11. ↑  「角川日本地名大辞典」編纂委員会 1983, p. 503.
12. 1 2  「角川日本地名大辞典」編纂委員会 1983, p. 529.
13. ↑  「角川日本地名大辞典」編纂委員会 1983, p. 543.
14. ↑  「角川日本地名大辞典」編纂委員会 1983, p. 626.
15. 1 2 3  「角川日本地名大辞典」編纂委員会 1983, p. 650.
16. ↑  「角川日本地名大辞典」編纂委員会 1983, p. 883.
17. ↑  「角川日本地名大辞典」編纂委員会 1983, p. 884.
18. ↑  「角川日本地名大辞典」編纂委員会 1983, p. 906.
19. 1 2 3 4 5 6 7 8  農耕と園芸編集部 編 1972, p. 254.
20. 1 2  三重県埋蔵文化財センター 編 (1999)：42ページ
21. 1 2 3  「角川日本地名大辞典」編纂委員会 1983, p. 1359.
22. 1 2  三重県埋蔵文化財センター 編 (1998)：13ページ
23. ↑  三重県埋蔵文化財センター 編 (1999)：25, 28ページ
24. 1 2  「角川日本地名大辞典」編纂委員会 1983, p. 861.
25. 1 2 3 4 5 6 7 8 9 10 11 12 13  平凡社地方資料センター 1983, p. 428.
26. 1 2  三重県埋蔵文化財センター 編 (1999)：10ページ
27. ↑  「角川日本地名大辞典」編纂委員会 1983, p. 1073.
28. 1 2 3 4 5 6 7 8 9 10 11 12 13 14 15  「角川日本地名大辞典」編纂委員会 1983, p. 1074.
29. ↑  藤岡 (1951)：18ページ
30. ↑  平井ほか (2009)：745ページ
31. ↑  平井ほか (2009)：746ページ
32. ↑  三重県埋蔵文化財センター 編 (1999)：28ページ
33. 1 2 3 4 5  「角川日本地名大辞典」編纂委員会 1983, p. 1360.
34. ↑  森 (1996)：54 - 55ページ
35. ↑  清水 (1996)：100ページ
36. ↑  三重県埋蔵文化財センター 編 (1999)：1, 25ページ
37. ↑  桂樹社グループ 編 (1984)：177ページ
38. 1 2 3 4  香良洲町教育委員会 編 (1993)：17ページ
39. 1 2 3  香良洲町教育委員会 編 (1993)：18ページ
40. ↑  「角川日本地名大辞典」編纂委員会 編 (1983) 359, 1074ページ
41. ↑  ワークス 編 (1997)：39ページ
42. 1 2 3 4  山上 (2008)：86ページ
43. 1 2  石崎ほか (1977)：497ページ
44. ↑  山上 (2008)：87ページ
45. 1 2  山上 (2008)：88ページ
46. 1 2  香良洲町教育委員会 編 (1993)：508ページ
47. ↑  香良洲町教育委員会 編 (1993)：509ページ
48. ↑  香良洲町教育委員会 編 (1993)：509 - 511ページ
49. ↑  香良洲町教育委員会 編 (1993)：500ページ
50. ↑  香良洲町教育委員会 編 (1993)：505ページ
51. ↑  香良洲町教育委員会 編 (1993)：512ページ
52. ↑  香良洲町教育委員会 編 (1993)：513ページ
53. ↑  伊藤 (2014)：ページ番号なし（189ページに相当）